# Leia dryas
Leia dryas är en tvåvingeart som beskrevs av Oskar Augustus Johannsen 1912. Leia dryas ingår i släktet Leia och familjen svampmyggor. Inga underarter finns listade i Catalogue of Life.